# Омаруру (округ)

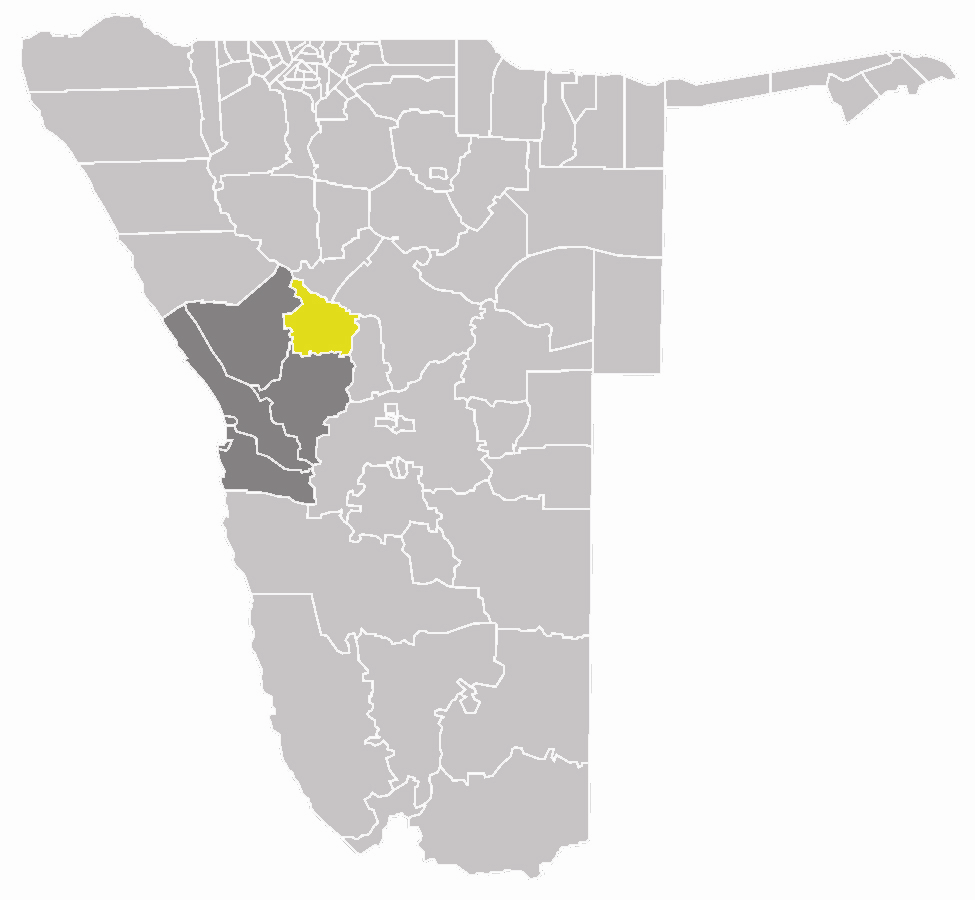
Избирательный округ Омаруру (') в регионе Эронго (').

Омаруру — округ в регионе Эронго центрально-восточной Намибии. Столицей округа является город Омаруру. В 2011 году его население составляло 8577 человек по сравнению с 7156 в 2001 году.

## Политика
Упарура Майкл Тджираре из СВАПО выиграл избирательный округ на региональных выборах 2010 года, набрав 1102 голоса. Побеждёнными претендентами были Йозеф Ландулени Нанголо из Объединения за демократию и прогресс (ОДП, 570 голосов), Лискен Ноабес из Объединённого демократического фронта (ОДФ, 398 голосов) и Джон Тжиуонгуа из Конгресса демократов (КоД, 96 голосов).
Региональные выборы 2015 года выиграл Йоханнес Тухафени Хамутенья из СВАПО с 1420 голосами. Христиан Нанусеб из ОДФ занял второе место с 678 голосами, Санна София Паулюс из Демократического альянса Турнхалле (ДАТ) получила 348 голосов, а Винсент Исбосет Кахуа из Демократической организации национального единства (НУДО) получил 282 голоса.